# Simyra albicosta
Simyra albicosta là một loài bướm đêm trong họ Noctuidae.